# Онтон (Кентуккі)
Онтон (англ. Onton) — переписна місцевість (CDP) в США, в окрузі Вебстер штату Кентуккі. Населення — 138 осіб (2020).

## Географія
Онтон розташований за координатами 37°33′41″ пн. ш. 87°26′22″ зх. д. / 37.56139° пн. ш. 87.43944° зх. д. (37.561373, -87.439419).  За даними Бюро перепису населення США в 2010 році переписна місцевість мала площу 2,15 км², з яких 2,14 км² — суходіл та 0,01 км² — водойми.

## Демографія
Згідно з переписом 2010 року, у переписній місцевості мешкала 141 особа в 60 домогосподарствах у складі 34 родин. Густота населення становила 66 осіб/км².  Було 66 помешкань (31/км²).
Расовий склад населення:
| - 100,0 % — білих |

До двох чи більше рас належало 0,0 %. Частка іспаномовних становила 0,7 % від усіх жителів.
За віковим діапазоном населення розподілялося таким чином: 28,4 % — особи молодші 18 років, 55,3 % — особи у віці 18—64 років, 16,3 % — особи у віці 65 років та старші. Медіана віку мешканця становила 34,8 року. На 100 осіб жіночої статі у переписній місцевості припадало 85,5 чоловіків;  на 100 жінок у віці від 18 років та старших — 80,4 чоловіків також старших 18 років.
Цивільне працевлаштоване населення становило 16 осіб. Основні галузі зайнятості: освіта, охорона здоров'я та соціальна допомога — 50,0 %, сільське господарство, лісництво, риболовля — 37,5 %, роздрібна торгівля — 12,5 %.